# Marcus Peter Blem
Marcus Peter Blem, född 1848, död 1915, var en dansk politiker.
Blem invaldes 1881 i folketinget, följde där först Christen Berg men anslöt sig 1887 till Forhandlende Venstre, som stod under ledning av Frede Bojsen. Missnöjd med förlikningen 1894 bröt sig Blem ut ur partiet och ingick i det nybildade Venstrereformpartiet. Inom detta blev han tack vare sina stora kunskaper och sin saklighet en av de ledande. Han var i flera år medlem i finansutskottet. 1909 lämnade han politiken. Blem var verksam för lantbrukets höjande och tog del i arbetet för de danska böndernas ekonomiska organisering.

## Utmärkelser
- Riddare av Dannebrogorden,  1901[1]
- Dannebrogsmännens hederstecken,  1908[1]

[Redigera Wikidata]